# Bradysia grandicellaris
Bradysia grandicellaris är en tvåvingeart som först beskrevs av Franz Lengersdorf 1926.  Bradysia grandicellaris ingår i släktet Bradysia och familjen sorgmyggor. Inga underarter finns listade i Catalogue of Life.